# سیستم‌های اپتو-الکترو-مکانیکال

سیستم‌های اپتو-الکترو-مکانیکال

سیستم های اُپتو-الکترو-مکانیکال یا سیستم های ترکیبی اپتیکال-الکتریکال-مکانیکال در ابعاد مایکرو (به انگلیسی: Microoptoelectromechanical systems) ترکیبی از سیستم های مایکرو-الکترو-مکانیکال و سیستم های مایکرو-اپتیکال هستند که شامل تشخیص و دستکاری سیگنال های نوری در مقیاس بسیار کوچک است. MOEMS دستگاه های مختلفی را شامل می شود، مانند سوییچ نوری، لیزر حفره عمودی نشر کننده از سطح و میکروبلومتر. این دستگاه ها معمولا با استفاده از روش های اپتیک میکرو و ماشین کاری میکرو و بابه کار گیری موادی چون سیلیکن، سیلیسیم دی‌اکسید، سیلیکون نیترید و گالیم آرسنید ساخته می شوند.

## ادغام فناوری ها
MOEMS دو تکنولوژی اصلی را دربرمی گیرد، سیستم های میکرو-الکترو-مکانیکال و سیستم های مایکرو-اُپتیک. هردوی این فناوری ها به طور مستقل در پردازش های دسته ای مشابه با مدارهای مجتمع، و ریزماشین کاری مشابه با ساخت مایکروسنسورها دخیل هستند. 
سیستم های مایکرو-الکترو-مکانیکال (MEMS) به طور کلی دستگاه های کوچک یا مینیاتوری را با کاربردهایی گسترده در سنسورها، فعال کننده ها، رباتیک، شتاب دهنده ها و ... ارائه می کند.

## تاریخچه MOEMS

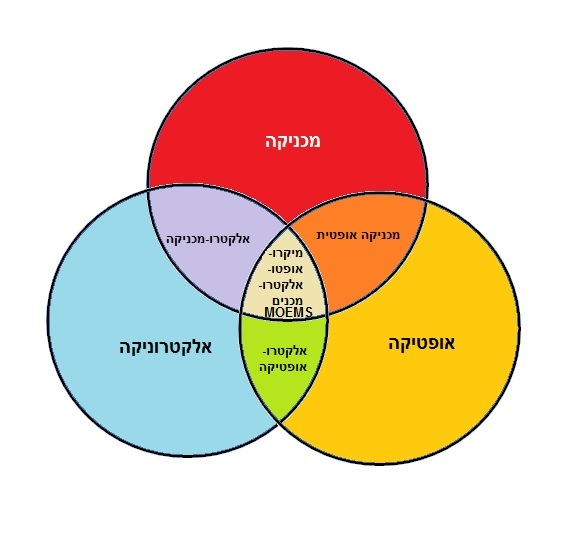
این شکل ابتدا توسط محمد ادوارد معتمدی معرفی شد

در طول سال های بین 1991 تا 1993، دکتر ام. ادوارد معتمدی، یکی از مبتکرین اسبق راکوِل اینترنشال (Rockwell International) در هردو زمینه ی سیستم های مایکروالکترومکانیکال و مایکرو-اپتیک برای اولین بار به طور داخلی از اختصار MOEMS برای سیستم های مایکرو-اُپتو-الکترو-مکانیکال استفاده کرد. او از این اختصار برای تمیز دادن سیستم های MEMS اپتیکال و مایکرو-اُپتو-الکترو-مکانیکال (MOEMS) استفاده کرد. تفاوت این دو در این است که سیستم های اپتیکال مایکر.-الکترو-مکانیکال می توانند شامل اپتیک های ابعاد بزرگ تر باشند، حال آنکه در MOEMS، جزییات اپتیکال همانند مدارهای مجتمع به طور دسته ای درست مانند دارهای مجتمع ساخته می شوند. 
در سال 1993، دکتر معتمدی در یکی از سخنرانی های خود در یکی از کنفرانس های جامعه جهانی اپتیک و فتونیک (SPIE) به طور رسمی MOEMS را ترکیب قدرتمندی از MEMS و مایکرو-اپتیک معرفی کرد. 